# Partito della Giustizia e dello Sviluppo (Marocco)
Il Partito della Giustizia e dello Sviluppo (in arabo حزب العدالة والتنمية‎?, Hizb àdala wa tanmia; in francese Parti de la Justice et du Développement, "PJD"; in berbero ⴰⴽⴰⴱⴰⵔ ⵏ ⵜⴰⵏⵣⵣⴰⵔⴼⵓⵜ ⴷ ⵜⴰⵏⴼⵍⵉⵜ), è un partito politico marocchino. Il PJD promuove islamismo e democrazia islamica.

## Storia
Il partito è stato fondato nel 1967 da Abdelkrim Al Khatib un vecchio politico noto per i suoi stretti legami con la monarchia, sotto il nome di MPDC (Mouvement populaire démocratique et constitutionnel). Il partito è rimasto un guscio vuoto per molti anni, fino a quando i vari membri dell'associazione clandestina Chabiba Islamia, che in seguito formarono il MUR (Mouvement unité et réforme) si unirono al partito, con l'autorizzazione e l'incoraggiamento dell'ex Ministro degli interni Driss Basri. In seguito cambiò il suo nome nel 1998 in PJD.

## Rappresentanza parlamentare
Nelle elezioni parlamentari del 2002, il partito ha vinto 42 dei 325 seggi, vincendo la maggior parte dei distretti in cui gli è stato permesso di competere. Il suo segretario generale dal 2004 è Saâdeddine El Othmani, parlamentare di Inezgane, un sobborgo periferico di Agadir.
Nelle elezioni parlamentari del 2007, il PJD ha vinto 46 dei 325 seggi, alle spalle del Partito Istiqlal, che ne ha vinti 52. Questo è stato contrario alle aspettative che il PJD avrebbe vinto più seggi.
Alle elezioni parlamentari del 2011, il PJD ha ottenuto la maggioranza dei seggi in Parlamento; secondo la Costituzione, emendata dal referendum del giugno 2011, il partito avrebbe pertanto diritto a formare il nuovo governo del Regno del Marocco.
Alle elezioni parlamentari del 2016, il PJD ha conquistato 125 seggi su 395, ed è la prima volta nella storia politica del regno che un partito viene riconfermato alla guida del governo.

## Ideologia
Il PJD sostiene di ispirarsi all'AKP turco. Il partito ha decine di candidati di sesso femminile, molti dei quali senza il velo. Secondo il Washington Post, Saâdeddine El Othmani (capo del partito) è un musulmano moderato
Secondo il Carnegie, il PJD ha posto le questioni economiche e giuridiche alla base della sua piattaforma e si impegna a una democrazia interna
La piattaforma politica del partito include:
- Riformare l'educazione
- Partnership economica con altri paesi
- Incoraggiare gli investimenti
- Maggiore unità araba e musulmana
- Miglioramento della democrazia e diritti umani